# Mocny Full
Mocny Full – marka piwa wymyślona na potrzeby serialu Świat według Kiepskich. Jest to ulubiony napój Ferdynanda Kiepskiego, piją je też jego sąsiedzi (Marian Paździoch i Arnold Boczek).
Występuje najczęściej w żółtej puszce z czarnym napisem MOCNY FULL. W pilotażowych odcinkach serialu piwo Mocny Full jeszcze się nie pojawiało, po raz pierwszy zostało pokazane w odcinku Rekord Guinnessa. Jest to czwarty odcinek serialu, wyemitowany po raz pierwszy 4 września 1999 roku.
Na początku serialu puszka Mocnego Fulla kosztowała 2,50 zł albo mniej. Potem okazało się, że jedna puszka kosztuje 3 zł. Następnie cena wzrosła do 3 zł 25 gr. Piwo występuje też w butelkach. W serialu pojawiła się również puszka marki Cooler. W niektórych odcinkach zamiast napisu MOCNY FULL widniały napisy MOC, MOC FULL albo PIEKIELNIE MOCNY FULL. Inną marką piwa wymyśloną na potrzeby serialu była zagraniczna marka Super Extra Lux, stanowiąca dla Mocnego Fulla konkurencję.

## Oddźwięk
Po sukcesie serialu przez pewien czas piwo o takiej nazwie było dostępne w sprzedaży. Produkowane było przez Browar Kiper w Piotrkowie Trybunalskim. Po około roku zostało wycofane z rynku z powodu słabnącej sprzedaży (pomimo początkowego entuzjazmu klientów). Sprzeciwiać miał się także producent serialu, obawiając się posądzenia o kryptoreklamę.
Fikcyjna marka miała dużą rozpoznawalność. Według książki Nowoczesne formy promocji jeszcze przed pojawieniem się piwa w sprzedaży 60% ankietowanych twierdziło, że można je kupić.